# 汴州
汴州，中国古代设置的一个州，治所在今河南省开封市。
东魏置梁州、陈留郡，北齐废开封郡（辖开封县）入。北周宣帝（578年—579年）时，改梁州为汴州，因汴水而得名。治所在浚仪县（今河南省开封市）。隋朝开皇初年郡废，大业初年汴州废，浚仪县、开封县属荥阳郡。
唐朝武德四年（621年），以郑州的浚仪县、开封县，滑州的封丘县置。土贡：绢。户十万九千八百七十六，口五十七万七千五百七。下辖六县：浚仪县、开封县、尉氏县、封丘县、雍丘县、陈留县。天宝初年，改为陈留郡。后复为汴州。延和元年（712年），州城由启封城迁到汴州城。辖境相当今河南省开封市、封丘县、尉氏县、杞县、兰考县等地。通济渠开通后，汴州作为东南物资北运的中转站，成为中原重要的经济都会。五代十国后梁开平元年（907年），改为开封府，后来开封府俗称汴京。

## 刺史

### 唐朝
- 王要汉（621年—622年，总管）
- 黄察（武德年间）
- 长孙敞（武德年间，总管）
- 狄孝绪（贞观年间）
- 胡演（636年—641年）
- 独孤瑛（641年—644年）
- 封言道（644年—652年）
- 房遗直（652年—653年）
- 唐敏（高宗时）
- 裴律师（高宗时）
- 温瑜（高宗时）
- 郑钦言（高宗时）
- 崔民英（高宗时）
- 杨德幹（高宗末年）
- 封言道（684年）
- 柳明肃（690年）
- 李道广（698年）
- 武懿宗（武周时）
- 武重规（武周时）
- 皇甫知常（武周时）
- 程处弼（武周时）
- 姚珽（武周时）
- 李真琼（武周时）
- 苏瑰（长安年间）
- 韦嗣立（704年）
- 张昌期（704年—705年）
- 张涉（中宗时）
- 郑愔（710年）
- 崔日用（710年—711年）
- 王志愔（711年—712年）
- 任昭理（715年前）
- 倪若水（716年—717年）
- 李暠（717年—718年）
- 狄光嗣（719年）
- 齐澣（724年—725年）
- 张庭珪（726年）
- 蒋钦绪（727年）
- 宇文融（728年）
- 严挺之（731年—732年）
- 皇甫翼（733年后）
- 李道坚（734年—735年）
- 宋遥（736年）
- 刘朏（737年—738年）
- 卢见义（738年）
- 李行祎（玄宗时）
- 皇甫亮
- 皇甫翼（开元末年）
- 齐澣（739年—742年）
- 陈留郡太守
- 尹子奇（757年，安庆绪任命）
- 张镐（757年，河南节度使）
- 崔光远（758年）
- 李国贞（758年，未任）
- 许叔冀（759年）
- 安太清（759年，史思明任命）
- 张献诚（760年—764年）
- 田神功（764年—774年）
- 田神玉（774年—776年）
- 李迥（775年，遥领）
- 李勉（776年，未任）
- 李灵曜（776年）
- 李忠臣（776年—779年）
- 李勉（779年—783年）
- 张镒（781年，未任）
- 李澄（784年）
- 薛珏（784年—785年）
- 刘玄佐（785年—792年）
- 吴凑（792年，未任）
- 刘士宁（792年—793年）
- 李谌（793年—795年，遥领）
- 李万荣（793年—796年）
- 董晋（796年—799年）
- 陆长源（799年）
- 刘全谅（799年）
- 韩弘（799年—819年）
- 张弘靖（819年—821年）
- 李愿（821年—822年）
- 李㝏（822年）
- 韩充（822年—824年）
- 令狐楚（824年—828年）
- 李逢吉（828年—831年）
- 杨元卿（831年—833年）
- 李程（833年—835年）
- 王智兴（835年—836年）
- 李绅（836年—840年）
- 王彦威（840年—845年）
- 孙简（846年—847年）
- 刘约（847年，未任）
- 卢钧（847年—850年）
- 卢弘止（850年）
- 郑朗（851年）
- 崔龟从（851年—853年）
- 刘瑑（853年—856年）
- 裴休（856年）
- 马植（857年）
- 郑涯（857年—859年）
- 毕諴（859年—860年）
- 杨汉公（861年）
- 令狐绹（861年—862年）
- 李福（862年—863年）
- 蒋伸（863年—864年）
- 郑处诲（864年—867年）
- 李蔚（868年—870年）
- 郑从谠（870年—871年）
- 归仁晦（872年—873年）
- 王铎（873年—877年）
- 穆仁裕（877年—879年）
- 安某（879年—880年）
- 康实（881年—883年）
- 朱温（883年—907年）

## 行政区划

### 隋朝
| 隋代行政区划变迁 | 隋代行政区划变迁   | 隋代行政区划变迁     | 隋代行政区划变迁 | 隋代行政区划变迁 | 隋代行政区划变迁                                                             |
| 区划             | 開皇元年           | 開皇元年             | 開皇元年         | 区划             | 大業三年                                                                     |
| ---------------- | ------------------ | -------------------- | ---------------- | ---------------- | ---------------------------------------------------------------------------- |
| 州               | 鄭州               | 鄭州                 | 汴州             | 郡               | 滎陽郡                                                                       |
| 郡               | 成皋郡             | 广武郡               | 陳留郡           | 县               | 滎陽县 汜水县 圃田县 陽武县 浚儀县 開封县 滎泽县 酸棗县 管城县 原武县 新鄭县 |
| 县               | 滎陽县 成皋县 密县 | 内牟县 陽武县 苑陵县 | 浚儀县 開封县    | 县               | 滎陽县 汜水县 圃田县 陽武县 浚儀县 開封县 滎泽县 酸棗县 管城县 原武县 新鄭县 |

### 唐朝
| 县名   | 现在地名 | 简介 | 备注 |
| ------ | -------- | --- | ---- |
| 浚仪县 |          | 望。故县陷李密，县民王要汉率豪族置县，自为令。李渊因之，复置汴州，并置小黄、新里二县，贞观元年省二县。                                                                       |      |
| 开封县 |          | 望。贞观元年省入浚仪县，延和元年析浚仪县、尉氏县复置。有湛渠，载初元年引汴注白沟，以通曹、兗赋租。有福源池，本蓬池，天宝六载更名，禁渔采。                                   |      |
| 尉氏县 |          | 望。本隶颍川郡，王世充置尉州。武德四年废，以尉氏、扶沟、焉陵置洧州，并置康阴、新汲、宛陵、归化四县。贞观元年州废，省康阴、宛陵、新汲、归化，以扶沟、焉陵隶许州，尉氏来属。 |      |
| 封丘县 |          | 紧。 |      |
| 雍丘县 |          | 望。本隶梁郡。武德四年，以雍丘、陈留、圉城、襄邑、外黄、济阳置杞州。贞观元年，杞州废，省济阳、圉城、外黄，以襄邑隶宋州，雍丘、陈留来属。                                     |      |
| 陈留县 |          | 紧。武德四年置。有观省陂，贞观十年，县令刘雅决水溉田百顷。 |      |